# Държавно устройство на Руанда
Руанда е президентска република.

## Президент
Президентът на Руанда е държавен глава и ръководител на правителството, и на многопартийна система.

## Изпълнителна власт
Изпълнителната власт се упражнява от правителството.

## Законодателна власт
Законодателната власт е поверена в двете правителството и двете камари на парламента, на Сената (26) и Камарата на депутатите (80). Членовете на сената се избират за 8 години.

### Политически партии
- Руандийски патриотичен фронт (RPF) (на президента Пол Кагаме)
- Социалдемократическа партия (PSD)
- Либерална партия (PL)
- Центристка демократическа партия (PDC)
- Руандийска социалистическа партия (PSR)
- Народен демократически съюз на Руанда (UDPR)